# Haicang
Haicang léase Jái-Dsang (en chino: 海沧区, pinyin: Hǎicāng qū, en minnan: Hái-chhong-khu) es una ciudad-distrito bajo la administración directa de la Ciudad subprovincial de Xiamen. Se ubica al suroeste isla Xiamen, conectada por el puente Haicang (海沧大桥), al sur de la provincia de Fujian, suroeste de la República Popular China. Su área es de 155 km² a 1/2 metro sobre el nivel del mar y su población para 2018 fue de +350 mil habitantes. En 2006 el poblado Haicang se fusionó con el Subdistrito homónimo.

## Administración
El distrito de Haicang se divide en 3 pueblos que se administran en 2 subdistritos y 1 poblado:
- Suddistrito Haicang (海沧街道)
- Suddistrito Xinyang (新阳街道)
- Poblado Dongfu (东孚镇)

## Puente Haicang
El puente Haicang (en chino: 海沧 大桥, pinyin: Hǎicāng Daqiao) Es un puente colgante ubicado entre el distrito y la isla Xiamen, uniendo al distrito Siming, construido en 1999, cuenta con una extensión principal de 648 metros.

## Clima
Debido a su posición geográfica, los patrones climáticos en la siguiente tabla son los mismos de Xiamen.
| Parámetros climáticos promedio de Haicáng   | Parámetros climáticos promedio de Haicáng | Parámetros climáticos promedio de Haicáng | Parámetros climáticos promedio de Haicáng | Parámetros climáticos promedio de Haicáng | Parámetros climáticos promedio de Haicáng | Parámetros climáticos promedio de Haicáng | Parámetros climáticos promedio de Haicáng | Parámetros climáticos promedio de Haicáng | Parámetros climáticos promedio de Haicáng | Parámetros climáticos promedio de Haicáng | Parámetros climáticos promedio de Haicáng | Parámetros climáticos promedio de Haicáng | Parámetros climáticos promedio de Haicáng |
| Mes                                         | Ene.                                      | Feb.                                      | Mar.                                      | Abr.                                      | May.                                      | Jun.                                      | Jul.                                      | Ago.                                      | Sep.                                      | Oct.                                      | Nov.                                      | Dic.                                      | Anual                                     |
| ------------------------------------------- | ----------------------------------------- | ----------------------------------------- | ----------------------------------------- | ----------------------------------------- | ----------------------------------------- | ----------------------------------------- | ----------------------------------------- | ----------------------------------------- | ----------------------------------------- | ----------------------------------------- | ----------------------------------------- | ----------------------------------------- | ----------------------------------------- |
| Temp. máx. media (°C)                       | 17.0                                      | 16.6                                      | 18.8                                      | 23.1                                      | 26.6                                      | 29.5                                      | 32.0                                      | 31.8                                      | 30.0                                      | 27.4                                      | 23.6                                      | 19.2                                      | 24.6                                      |
| Temp. mín. media (°C)                       | 9.7                                       | 9.8                                       | 11.8                                      | 15.9                                      | 19.9                                      | 23.3                                      | 25.0                                      | 24.8                                      | 23.3                                      | 20.3                                      | 16.2                                      | 11.7                                      | 17.6                                      |
| Lluvias (mm)                                | 34.2                                      | 99.4                                      | 125.2                                     | 157.0                                     | 161.8                                     | 187.2                                     | 138.4                                     | 209.0                                     | 141.4                                     | 36.2                                      | 31.1                                      | 28.2                                      | 1349.1                                    |
| Días de lluvias (≥ 0.1 mm)                  | 7.1                                       | 12.0                                      | 15.4                                      | 14.6                                      | 15.2                                      | 14.8                                      | 9.9                                       | 10.9                                      | 9.0                                       | 3.2                                       | 4.0                                       | 4.9                                       | 121.0                                     |
| Horas de sol                                | 133.3                                     | 88.3                                      | 89.6                                      | 105.6                                     | 132.6                                     | 163.8                                     | 234.6                                     | 211.6                                     | 178.9                                     | 188.4                                     | 163.0                                     | 163.5                                     | 1853.2                                    |
| Humedad relativa (%)                        | 75                                        | 80                                        | 83                                        | 82                                        | 84                                        | 86                                        | 82                                        | 82                                        | 78                                        | 71                                        | 70                                        | 70                                        | 78.6                                      |
| Fuente: China Meteorological Administration |                                           |                                           |                                           |                                           |                                           |                                           |                                           |                                           |                                           |                                           |                                           |                                           |                                           |

## Economía
electrónica, manufactura, productos petroquímicos, maquinaria, productos químicos refinados,construcción, biotecnología y productos farmacéuticos.